# La Marque (roman)
Pour les articles homonymes, voir La Marque.
La Marque (titre original : Kushiel's Dart) est un roman de fantasy de la romancière américaine Jacqueline Carey publié en 2001 et traduit en français en 2008.
Ce roman a reçu le prix Locus du meilleur premier roman 2002.

## Résumé
Phèdre a été vendue à la Cour de nuit par sa mère dans sa plus tendre enfance. En Terre d'Ange, la Cour de nuit regroupe treize maisons de plaisir, chacune ayant sa propre devise au sujet du sacrifice que fit Naamah, la déesse de l'amour. Car en Terre d'Ange, servir Naamah est un devoir sacré.
Mais rapidement, les dirigeants de la maison du Cereus, à qui Phèdre a été confiée, voient en cette dernière une tare incurable : une touche vermeille dans son œil gauche, semblable à une pointe de sang sur le brun profond de ses yeux. La perfection étant de mise dans la Cour de nuit, Phèdre y voit son avenir menacé. C'est alors qu'apparaît Anafiel Delaunay, noble surnommé "le Maquereau des espions", en quête d'un élève à former. Face à Phèdre, il reconnaît dans son œil  l'empreinte du Dieu de la vengeance Kushiel, et qui vaudra à la jeune enfant d'éprouver un plaisir infini dans la douleur. Terminant son éducation au sein de la Cour de nuit, Phèdre rejoint la maison Delaunay lors de son dixième anniversaire, pour s'installer dans sa demeure en compagnie d'Alcuin, un jeune garçon, élève lui aussi de Delaunay. S'ensuit alors un apprentissage des langues, de l'histoire, de musique et de tout ce qui peut agréer les futurs clients de Phèdre qui devra découvrir leurs secrets les plus sombres pour permettre à son maître de frapper ses ennemis et de protéger ses amis dans la cour tourmentée de Terre d'Ange.

## Personnages

### Maison de Delaunay
Anafiel Delaunay : noble d'Angelin. Il est celui qui reconnaît le signe de Kushiel dans l’œil de Phèdre.

Alcuin nó Delaunay : élève de Delaunay, il est le seul survivant de son village, attaqué par les Skaldiques.

Phèdre nó Delaunay : élève de Delaunay. Vendue par ses parents à la maison du Cereus, dans laquelle elle est déclarée inapte à servir, elle est recueillie par Anafiel  Delaunay qui reconnaît dans son œil la marque d'une anguissette, touchée par Kushiel qui lui offre d'éprouver du plaisir dans la douleur.

Guy : Homme d'arme d'Anafiel Delaunay.

Joscelin Verreuil : Frère cassilin originaire du Siovale, engagé par Anafiel Delaunay pour veiller sur Phèdre.

### Alba et Eire
Bredaia : fille aînée de Necthana, de la lignée royale du clan du Cullach Gorym

Brennan : fils de Grainne de la lignée des Dalriada

Cruarch d'Alba : roi des Pictii

Drustan mab Necthana : fils de Necthana, prince des Pictii, lignée du Cullayh Gorym

Eamonn mac Conor : seigneur des Dalriada

Foclaidha : femme du Cruarch

Grainne mac Conor : seigneur des Dalriada, sœur jumelle d'Eamonn

Maelcon : fils du Cruarch et de Foclaidha

Moiread : fille cadette de Necthana

Necthana : sœur du Cruarch

Sibeal : fille puînée de Necthana

### Cour de Nuit
Miriam Bouscevre : Dowayne de la maison du Cereus

Frère Louvel : prêtre d'Elua

Jareth Moran : second de la maison du Cereus

Liliane de Souverain : adepte de la maison du Jasmin, elle est la mère de Phèdre.

Didier Vascon : second de la maison de la Valériane

Suriah : adepte de la maison du Cereus

Juliette, Ellyn, Etienne, Calentia, Jacinthe, Donatien : apprentis de la maison du Cereus

### Famille royale de Terre d'Ange
Ganelon de la Courcel : roi de Terre d'Ange

Ysandre de la Courcel : Dauphine de Terre d'Ange, petite-fille de Ganelon de la Coucel et fille de Roland de la Courcel et Isabel l'Envers

Barquiel l'Envers : duc l'Envers de la province du Namarre. Frère d'Isabel, oncle d'Ysandre. Connu pour ne jamais s'embarrasser de scrupules, pour ses méthodes "expéditives" et ses talents d'escrimeur, il n'en est pas moins un soutien indéfectible de la royauté (mais reste fort soucieux de ses intérêts)

Baudoin de Trevalion : prince du sang, fils de Lyonette et Marc

Bernadette de Trevalion : princesse du sang, sœur de Baudoin

Lyonette de Trevalion : princesse du sang, sœur de Ganelon, surnommée la "Lionne de l'Azzalle"

Marc de Trevalion : duc de Trevalion de la province de l'Azzalle

#### Famille royale de Terre d'Ange à la Sérenissima
Benedict de la Courcel : prince du sang, frère de Ganelon

Dominic Stregazza : cousin du Doge de la Serenissima, époux de Thérèse

Maria Stregazza de la Courcel : épouse de Benedict

Marie-Céleste de la Courcel Stregazza : princesse du sang, fille de Benedict et Maria, épouse du fils du Doge de la Serenissima

Thérèse de la Courcel Stregazza : princesse du sang, fille de Benedict et Maria

### Noblesse d'Angeline
Isidore d'Aiglemort : duc d'Aiglemort de la province du Camlach, fils de Maslin. Traître à la Couronne, il se racheta en tuant Waldemar Selig

Maslin d'Aiglemort : duc d'Aiglemort de la province du Camlach

Marquise Solaine Belfours : noble d'Angeline, secrétaire du Petit Sceau

Rogier Clavel : noble, ami de Barquiel l'Envers. 

Childric d'Essoms : noble, membre de la Cour de la chancellerie

Cecilie Laveau-Perrin : veuve du chevalier Perrin, elle est une ancienne adepte de la maison du Cereus, et est reconnue comme ayant été l'une des plus grandes courtisanes de Terre d'Ange. Elle est quémandée par Anafiel Delaunay pour instruire Phèdre et Alcuin des "secrets de l'alcôve".

Roxane de Mereliot : Dame de Marsilikos, elle dirige l'Eisande

Quincel de Morhban : duc de Morhban de la province du Kushet

Seigneur Rinforte : Préfet de la Fraternité cassiline

Mélisande Shahrizai : noble d'Angeline, reconnue pour sa beauté sans pareille. Elle enseigna à Delaunay comment manipuler les autres, en échange de quoi il lui apprit comment interpréter et soutirer des informations. 
Grâce à ses talents de manipulatrice, elle passa plusieurs fois à 2 doigts d'usurper le trône. Elle est par contre très croyante, et respecte les dieux. 

Fanchone Shahrizai : membre de la maison Shahrizai

Marmion Shahrizai : membre de la maison Shahrizai. Il tue Persia quand il se rend compte de sa trahison et doit fuir en Aragonia. 

Persia Shahrizai : membre de la maison Shahrizai. Elle permet à Mélisande de s'échapper de sa prison. 

Sacriphant Shahrizai : membre de la maison Shahrizai

Tabor Shahrizai : membre de la maison Shahrizai

Ghislain de Sommerville : fils de Percy

Percy de Sommerville : prince du sang, comte de Sommerville de la province de l'Agnace, commandant en chef de l'armée royale

Tibault de Toluard : comte de Toluard du Siovale

Gaspar Trevalion : comte de Fourcay de l'Azzalle, cousin de Marc de Trevalion

Luc Verreuil : frère de Joscelin

Mahieu Verreuil : frère de Joscelin

Millard Verreuil : chevalier Verreuil de la province du Siovale, père de Joscelin

### Skaldie
Ailsa : femme du bastion de Gunter

Gunter Arnlaugson : chef de bastion

Evrard le caustique : baron du bastion de Gunter

Gerde : femme du bastion de Gunter

Harald l'imberbe : baron du bastion de Gunter

Hedwig : femme du bastion de Gunter

Kolbjorn de la tribu des Mannis : chef de guerre de Selig

Knud : baron du bastion de Gunter

Lodur le borgne : prêtre d'Odhinn

Waldemar Selig : chef de bastion, seigneur de la guerre

Trygve : membre des Frères blancs

Frères blancs : barons de Seldig

### Trois Sœurs
Gildas : serviteur du Maître du détroit

Maître du détroit : Fils de l'ange Rahab et d'une mortelle, son père le maudit, lui interdisant de quitter son île tant que personne ne prenne sa place. Ses pouvoirs lui permettant de contrôler le bras de mer entre Alba et Terre d'Ange

Tilian : serviteur du Maître du détroit

### Tsingani
Abhirati : grand-mère d'Anasztaizia

Anaisztaisia : mère de Hyacinthe

Csavin : neveu de Hyacinthe

Gisella : femme de Neci

Hyacinthe : prince des voyageurs

Manoj : roi des Tsingani, père d'Anasztaizia

Neci : chef d'une kumpania

### Autres
Vitale Bouvarre : 

Pierre Cantrel : 

Camilo : apprenti de Gonzago de Escabares

Danele : tisserande, femme de Taavi

Emile : membre de la bande de Hyacinthe

Maestro Gonzago de Escabares : historien aragonian, ancien professeur de Delaunay

Fortun : marin, membre de la Section Phèdre

Gavin Friote : régisseur de Perrinwolde

Héloïse Friote : femme de Gavin

Purnelle Friote : fils de Gavin

Richeline Friote : femme e Purnelle

Aelric Leithe : marin

Jean Marchand : second de l'amiral Rousse

Thelesis de Mornay : poétesse du roi

Mierette nó Orchis : ancienne adepte de la maison de l'Orchis

Rémy : marin, membre de la Section Phèdre

Quintilius Rousse : amiral de la marine royale

Taavi : tisserand yeshuite

Maia et Rena : filles de Taavi et Danele

Maître Robert Thielhard : marquiste

Ti-Philippe : marin, membre de la Section Phèdre

Lelahiah Valais : chirurgien (Eisande)

Japheth nó Églantine-Vardennes : auteur dramatique

Seth ben Yavin : érudit Yeshuite

## Terre d'Ange

### Provinces de Terre d'Ange
Les provinces de Terre d'Ange sont au nombre de sept; leurs noms viennent des dieux qui s'y installèrent. Il est dit que tous les habitants de Terre d'Ange ont du sang de ses dieux dans leurs veines; la plupart des grandes nobles familles descendraient même directement des dieux des provinces qu'ils régentent. La ville d'Elua, capitale de Terre d'Ange, se trouve au centre de l'Agnace.
- l'Agnace : Située à l'intérieur des terres au nord du Siovale, l'Agnace est réputée pour ses vignes sans pareilles.
- l'Azzalle : L'Azzalle, située au nord de Terre d'Ange, est une province maritime donnant sur le détroit au-delà duquel se dresse l'île d'Alba.
- le Camlach : Rempart entre la Skaldie et Terre d'Ange, le Camlach est une province de guerriers qui constituent en majeure partie l'armée d'Angeline.
- l'Eisande : La plus petite des provinces de Terre d'Ange se situe vers les côtes du Sud et est peuplée de marins, guérisseurs, marchands et cavaliers des marais salants.
- le Kushet : Province de Kushiel, elle est rude et sauvage comme son maître.
- Le Namarre : Région dite riche et somptueuse, de nombreuses rivières la traversent.
- Le Siovale : Province montagneuse constituant la frontière entre Terre d'Ange et Aragonia, le Siovale est un lieu où sont chéris savoir et connaissance.

### Anges déchus de Terre d'Ange
- Anael : Il apprit aux D'Angelins l'agriculture et l'élevage. Ses descendants laissent une odeur de pomme sur leur passage.
- Azza : Commandeur de la province de l'Azzalle, il laissa aux D'Angelins tout son savoir de la navigation.
- Camael : Ange guerrier, il fut le premier à gérer l'Armée de terre d'Ange. Dotés d'un courage et d'une science des armes sans pareil, les habitants du Camlach sont pourtant réputés pour ne réfléchir qu'avec leurs épées.
- Cassiel : Cassiel, surnommé le parfait compagnon, ne prend pas de province et choisit de suivre Elua pour le protéger où qu'il aille.
- Eisheth : Eisheth est la déesse de la médecine, mais aussi de la fécondité, c'est pourquoi les femmes désirant un enfant doivent allumer une bougie en sa faveur. Elle offrit également aux D'Angelins la musique et le goût pour l'art.
- Elua : Elua, dieu le plus important du panthéon D'Angelin, naquit du sang de Yeshua Ben Yosef, des larmes de Magdelene et des entrailles de la terre. Jeune ange beau et fort, il descendit sur Terre d'Ange où fleurissaient fleurs et plantes sous ses pas. Ses Compagnons le suivirent, séduit par cette terre qui s'offrait à eux, émerveillés devant la vie et mêlant leur sang à celui du peuple, leur conférant une beauté sans pareille. Rappelé aux Cieux par le Dieu unique, Elua refusa. Évitant un conflit, la Terre proposa au Dieu unique de créer une autre Terre d'Ange, où pourraient vivre Elua et ses Compagnons, et où les morts de Terre d'Ange pourraient les rejoindre. Elua, dieu de l'amour et de la vie, est adoré en premier lieu par tous les D'Angelins. La famille royale descend de son sang, et tente de faire appliquer son principe.
- Kushiel : Ange punisseur de Dieu, il applique à ses sujets l'absolution dans la douleur.
- Naamah : Déesse de l'amour et de la sexualité, elle coucha avec des étrangers pour garantir de la nourriture et un toit à Elua.
- Shemhazai : Shemhazai fut celui qui légua leur langue au D'Angelins; il est le dieu de la connaissance, et les habitants du Siovale, sa province, sont réputés pour être très cultivés quelle que soit leur position sociale.

### La Cour des floraisons nocturnes
La Cour de nuit, ou Cour des floraisons nocturnes, est divisée en treize maisons portant chacune un nom de fleur. Chaque maison forme et choisit ses adeptes en fonction de leur qualité répondant au credo de la maison, mais aussi sur des critères physiques. Ainsi, il n'est pas rare de voir les maisons s'échanger certains adeptes quand ceux-ci ne sont pas adaptés à l'avenir qui les attend dans l'une de ses maisons.

#### Les treize maisons
- Maison de l'Alysse : Cette maison prône avant tout la modestie.
- Maison du Baume : La maison du Baume forme des adeptes d'une grande compassion, capables de réconforter leurs clients. Leurs compétences dans l'art du massage et de la relaxation sont reconnues.
- Maison de la Bryone : Le mot clé de cette maison est le jeu et la richesse. Ses adeptes sont connus pour leurs compétences à soutirer de l'argent aux clients, dotés d'un solide sens de la négociation et des finances. Les nobles D'Angelins se rendent dans cette maison autant pour jouer de l'argent que pour profiter de ses adeptes. Il n'est pas recommandé de parier contre un adepte de cette maison, au risque de perdre sa mise.
- Maison du Camélia : La maison du Camélia hisse la perfection au-dessus de tout.
- Maison du Cereus : Les adeptes de la maison du Cereus sont choisis pour leur beauté qui, loin de l'éphémère éclat de la jeunesse, perdure et révèle une volonté d'acier. Cette maison est la maison fondatrice de la Cour de nuit, la plus prestigieuse et la plus ancienne de toutes.
- Maison du Dahlia : La maison du Dahlia traite ses adeptes en rois et reines; tous ses adeptes se doivent de cultiver leur dignité ainsi que leur fierté.
- Maison de l'Églantine : Cette maison est celle des artistes, mais aussi des intellectuels. Taquins et effrontés, les adeptes disposent de privilèges pour exercer leur art, dans une ambiance détendue et propice à la musique et aux acrobaties.
- Maison de la Gentiane : Le crédo de cette maison est la pureté et l'interprétation des rêves. Les adeptes de cette maison se doivent d'apporter leur aide à leurs clients pour leur permettre de comprendre leurs rêves tout en privilégiant la beauté spirituelle de tous.
- Maison de l’Héliotrope : La maison de l'Héliotrope offre à ses clients un amour et une dévotion sans borne. Le romantisme est mis au premier plan.
- Maison du Jasmin : Les amateurs de plaisirs exotiques trouveront leur bonheur dans cette maison, dont la plupart des adeptes disposent d'une peau sombre et d'un talent pour rendre les relations avec leurs clients sensuelles et langoureuses.
- Maison de la Mandragore : Les adeptes de la maison de la Mandragore n'ont qu'un mot à la bouche : domination. Les clients de cette maison s'y rendent pour se soumettre au bon vouloir des adeptes.
- Maison de l'Orchis : Le rire retentit en permanence dans cette maison qui apprécie la légèreté de la vie et promet des adeptes espiègles et souriants de tout temps.
- Maison de la Valériane : Opposée à la maison de la Mandragore, la maison de la Valériane choisit elle des adeptes prêts à se plier aux ordres et à la violence des clients. Leur devise est la soumission.

#### Les marques
Chaque servant de Naamah doit laisser l'argent donné par le client à sa maison, qui l'entretient et dispose de lui; mais les cadeaux donnés librement et en faveur de Naamah peuvent être utilisés pour compléter la marque des adeptes. En effet, les servants de Naamah sont reconnaissables à leur marque, un véritable tatouage s'étalant sur leur dos. Une marque achevée signifie la liberté pour un adepte de choisir ses clients, de quitter sa maison d'origine ou d'y rester; elle clame sa liberté.
Chaque maison dispose d'une trame de marque propre, les lignes se reconnaissant dans le tatouage apposé au dos de leurs adeptes.
Dans le cas d'Alcuin et Phèdre, leurs marques ne marquent pas une appartenance à une maison et sont librement inspirées du talent du marquiste.

#### Le signal
Le Signal n'est adopté que par deux maisons : celles de la Valériane et de la Mandragore. Les ébats violents qui s'y déroulent doivent respecter le principe sacré d'Elua, et par conséquent obéir au souhait de chacun. Le signal est défini par l'adepte ou le client qui se soumet, et permet, s'il est énoncé à voix haute, de stopper toute violence en cours. Il est un serment que nul ne peut rompre sans se parjurer.

### La Fraternité Cassiline
La Fraternité cassiline, ordre de prêtres guerriers d'élite, fut formée par Cassiel, seul Ange déchu à refuser de s'octroyer une province, décidant de suivre Elua où qu'il aille.
Le service à Cassiel est long et exigeant, et demande un entraînement dès la dixième année pour les jeunes garçons qui s'y vouent, faisant le vœu de servir les descendants d'Elua, mais aussi celui de célibat, ou encore le vœu de ne tirer l'épée que pour tuer.
Les armes distinctives des Cassilins sont leurs dagues ainsi que leurs canons d'avant-bras, en plus de leur épée qu'ils n'utilisent que rarement, et toujours pour mettre à mort un adversaire. Leur style de combat est basé sur la défense d'un tiers, faisant d'eux les meilleurs gardes du corps possibles.
L'austérité commandée par les préceptes de la Fraternité cassiline font que seules les anciennes familles de la noblesse provinciale envoient encore un de leurs fils servir Cassiel lors de sa dixième année, sans contact avec lui pendant dix années.

## Le monde

### Les peuples
Les peuples de la série s'inspirent de peuples réels
Tibérium: 
L'empire de Tibérium correspond à la Rome antique. Il a disparu depuis des siècles dans les romans, mais des traces de sa gloire subsistent, notamment des routes, des ouvrages de stratégies militaires et l'université, où des nobles de toutes origines étudient. 
Grâce à la puissance de ses armées dont on vente sans arrêt la discipline, l'empire conquis tout le pourtour de la mer Méditerranée, ainsi qu'Alba. Sa chute fut provoquée par des attaques incessantes à ses frontières, à des révoltes de peuples conquis et à des dissensions internes entre prétendants au trône. 
Alba: 
Il s'agit de la zone correspondant à la Grande-Bretagne. Son nom vient d'ailleurs d'Albion, surnom de cette île au 17e siècle. 
Les habitants d'Alba sont les Cruithnes, appelés Pictii par les érudits tibériens. Ils sont divisés en 4 peuples: le Sanglier Noir (les premiers humains ayant mis le pied sur l'île), le Taureau Rouge, la Biche Dorée et la Jument Blanche. Ils sont tous dirigés par le Cruach, chef du Sanglier Noir. Chaque peuples est divisé en tribus, qui possèdent leurs propres chefs. 
L'héritage et le nom se transmettent par la mère, l'identité du père n'étant pas assurée en raison des mœurs « légères » de ce peuple. 
Ils se tatouent des symboles et des traits bleus sur le corps et le visage (l'inspiration viens des Pictes). 
Les légions tibériennes conquirent une partie du territoire, avant d'être rejetée à la mer, submergées par une coalition de toutes les tribus de tous les peuples d'Alba. Les Albans se battent avec de longues épées, des javelots, des arcs cours et, pour les nobles, des chars de combat (allusion aux Britons). Certaines femmes de haut rang se battent comme les hommes. 
Skaldie: 
Située au nord du Camlach, cette terre correspondant à l'Allemagne et aux pays scandinaves est la patrie des Skaldiques, inspirés des Germains et des Vikings. C'est une terre rude, au climat froid.
Il s'agit d'un peuple désuni, divisé comme les Cruithnes en plusieurs tribus, elles-mêmes divisées en clans. 
Chaque clan vit dans un bastion, une sorte de fort contenant chambres, salle commune, cuisines et bains. Les bâtiments pour les animaux (chevaux, chiens, moutons, etc.) sont à part. Autour du bastion se trouvent les champs et les pâtures, dont s'occupent les serfs, en échange de la "protection" des barons, les guerriers skaldiques. Ces derniers se battent avec les autres clans ou razzient Terre d'Ange. Les clans ne s'entendent pas entre eux et ne représentent donc pas une grande menace. La seule exception est lorsque Waldemar Selig parvint à rassembler tous les Skaldiques en une armée gigantesque, qui, aidée par un traître (qui sera lui-même trahis par Selig), envahit Terre d'Ange et écrasa les forces d'Angelines. Seul l'intervention in extremis de l'armée albane permit la victoire. 
La culture skaldiques est basée sur la guerre, la virilité et la force. Les hommes dirigent, mais ce sont les femmes qui gèrent le bastion, l'approvisionnement en nourriture, la propreté. et malheur au crâne du chef de tribu qui empiéterait sur leur domaine. La "première femme" de chaque bastion assiste à l'Althing, au même titre que le chef. 
Les Skaldiques sont connus pour leurs chants de guerre, mais ils chantent aussi pour célébrer la naissance, la vie et le renouveau. Malgré leur réputation de brutes (amplement méritée), ils sont sensibles à la flatterie et aux sentiments. 
Ce sont de redoutables combattants mais de piètres soldats, ne possédant aucune discipline. Ils utilisent des lances, des javelots, de longues épées et d'énormes haches de guerre, ainsi qu'une cavalerie légère. Ils ont par contre peu d'archers.